# Libripens
Libripens es un término latino para designar a un antiguo ciudadano romano de pleno derecho cuya presencia era necesaria en ciertas negociaciones legales, por lo que formaba parte de las magistraturas menores de la Antigua Roma.
Originalmente, el libripens llevaba una balanza para pesar el metal que se entregaba como precio de compra o equivalente en otros negocios jurídicos. Esta es la forma que se utilizaba antes de que los romanos introdujeran la moneda como medio de pago.
Las acuñación de las primeras monedas en Roma no se produjo hasta alrededor del 335 a. C. Antes de que se utilizara la moneda acuñada, las transacciones legales del mancipatio, el nexum y el testamento de mancipación o testamentum debían ser realizadas de forma solemne, en forma de una especie de mercado figurado, llamado per aes et libram ("por medio del cobre y la balanza") y debían ser atestiguadas por el libripens y cinco testigos.
Sin embargo, cuando ya se contaba con monedas, fueron a sustituir al dinero en forma de lingote y la ceremonia de pesaje pasó a ser una ceremonia simbólica (imaginaria venditio) donde ya solo se contaba (pecunia numerata). El precio solía estar representado por un lingote de cobre (aes) o una pequeña moneda que el adquirente (mancipio aecipiens) ponía en la balanza (libram). El comprador, en presencia del vendedor, el libripens y 5 testigos (ciudadanos romanos) tomaba el objeto de enajenación o su representación simbólica en una mano y en la otra, una pieza de metal (raudusculum) que representaba el precio o valor del objeto y recitaba solemnemente la frase jurídica necesaria para formalizar la transferencia de propiedad:
Hunc ego (hominem) ex iure Quiritium meum esse aio isque mihi emptus esto hoc aere aenaque libra.
 ("Declaro que este (objeto) me pertenece por derecho de los quirites y lo adquiero con este cobre y esta balanza").
A continuación, el comprador tocaba la balanza con una pieza de cobre, y a continuación, se la
entregaba al vendedor como símbolo del precio.
El libripens, representante del poder público, además de llevar la balanza, portaba una vara (festuca), que después de golpear el objeto en cuestión, daba por formalizada la transferencia de propiedad. La razón por la que se le necesitaba para sostener las balanzas en las transacciones legales era porque las balanzas y pesas debían ser exactas para que no hubiera engaños. Sin su participación, ésta no habría sido válida, además de que conocía de memoria las frases jurídicas necesarias, que debía sugerir a los participantes en la transacción y cuya exacta observancia era otra condición de validez.